# Svenska skolan i London
Svenska skolan i London är en så kallad utlandsskola för svenskar som grundades 1907 på Harcourt Street i centrala London. Sedan 1976 ligger skolan i Barnes i sydvästra London, vid Themsen. Skolan ligger intill den kända engelska pojkskolan St Paul's School. Svenska skolan tar emot elever från förskola upp till gymnasium. På gymnasiet erbjuds boende i värdfamilj och många av gymnasieeleverna studerar endast en eller två utbytesterminer på skolan. Skolan följer svensk läroplan och majoriteten av undervisningen sker på svenska.
Gymnasiet erbjuder tre nationella högskoleförberedande gymnasieprogram: naturvetenskapsprogrammet, samhällsvetenskapsprogrammet och ekonomiskt program . Gymnasiet flyttade efter 11 år[när?] vid Richmond upon Thames College till Richmond, The American International University in London. I oktober 2020 flyttade gymnasiet igen, denna gången till lokaler i The National Archive i Kew, London.
Skolan inspekteras både av Skolinspektionen och den brittiska skolinspektionen, Ofsted. Skolan har för fjärde gången i rad fått högsta möjliga betyg av Ofsted. Inspektionen ägde rum den 6–8 juni 2023. Skolan har därmed haft högsta betyg i 13 år, en bedrift som relativt få brittiska skolor uppnår.